# Pandanus viscidus
Pandanus viscidus är en enhjärtbladig växtart som beskrevs av Jean Armand Isidore Pancher och Adolphe-Théodore Brongniart. Pandanus viscidus ingår i släktet Pandanus och familjen Pandanaceae.
Artens utbredningsområde är Nya Kaledonien. Inga underarter finns listade.